# 榎本賢忠
榎本 賢忠（えのもと かたただ）は、戦国時代から安土桃山時代にかけての武将。大内氏、毛利氏の家臣。毛利輝元の重臣である榎本元吉の父。

## 生涯
永正11年（1514年）、大内氏家臣の榎本伝忠の子として周防国吉敷郡宮野庄に生まれ、初めは大内義隆に仕える。
天文15年（1546年）4月17日、父の後を継ぐことを義隆より認められ、天文19年（1550年）12月28日には弾正忠に吹挙されている。
天文20年（1551年）9月、大寧寺の変で陶隆房（晴賢）が大内義隆を討ち、後継として大友氏から大内義長を迎えて大内氏の実権を掌握した。これに対して賢忠は、榎本氏が大内義興・義隆父子に受けた恩を思い、晴賢の誅殺を考えたが、他の大内氏家臣は晴賢の威勢を憚る者ばかりであったため、賢忠は毛利元就に晴賢の誅殺を訴えた。元就は、今はまだその時機ではないとしつつも同意したため、晴賢を討つ時機を待つこととなる。天文21年（1552年）9月15日、大内義長から所領を安堵された。この頃に名を「宗忠」から「賢忠」へ改めており、晴賢からの偏諱と思われる。天文23年（1554年）5月12日、毛利元就が大内氏と袂を分かつ（防芸引分）と、賢忠は毛利氏に属した。同年に次男の元吉が生まれている。
弘治元年（1555年）の厳島の戦いで毛利元就が陶晴賢に勝利すると、再起を図って山口へ逃れようとする晴賢らを小早川隆景が追撃したが、陶方の三浦房清らの反撃により、小早川氏家臣の南景久や山県勘次郎ら数人が戦死し、隆景も3ヶ所を負傷する苦戦となった。この時、賢忠は赤川元保、粟屋源三、二宮俊実らと共に隆景を助けて三浦房清らを撃破した。
永禄2年（1559年）9月10日、毛利隆元から新たに周防国吉敷郡宮野庄の内の小曽河内10石、永禄4年（1561年）1月15日に長門国美祢郡秋吉別府の内に10石、長門国厚東郡吉見村の内に10石、長門国厚東郡棚井村の内の大村左馬助旧領4石5斗を宛がわれた。元亀元年（1570年）には長門国厚東郡宇部郷の功徳寺領10石を宛がわれたが、大橋某の妨げによって数年間領知する事が出来なかった。
天正20年（1592年）5月24日、死去。享年79。長男の元忠は早世したため、次男の元吉が後を継いだ。